# Szentendrei-Duna
A Szentendrei-Duna, vagy Szentendrei-Duna-ág a Duna folyam egyik mellékága Magyarországon, túlnyomórészt Pest vármegye, egy kisebb szakaszon Budapest főváros közigazgatási területén. A szűk értelemben vett Dunakanyar keleti részén, a Visegrádi-szorost követően ágazik ki jobb kéz (azaz nyugat) felé a váci főágból, ahova mintegy 32 kilométer után, Budapest területén torkollik vissza. A főág és a szentendrei ág egy nagy szigetet fog közre, a Szentendrei-szigetet, ezen felül mindkét ágban néhány kisebb sziget, félsziget és névvel ellátott zátony is található.
A vízi teherforgalom elkerüli ezt a folyóágat, amit a meder viszonylagosan sekély volta mellett a víz minőségének védelme is indokol, hiszen a Szentendrei-Duna-ág mindkét partja mentén elhelyezkedő, hosszan sorakozó parti szűrésű kutak kiemelkedő szerepet játszanak a főváros és környékének, valamint a Szentendrei-sziget ivóvízellátásában. Emiatt, valamint Budapesthez való közelségének, a szép természeti környezetének és főághoz képest gyengébb sodrásának köszönhetően népszerű a vízi sportokat űzők és a vízi turizmus kedvelői körében.

## Általános jellege
A Duna-ág szélessége végig a 32 kilométeres hosszában nagyjából egyenletes, 200-250 méter körüli. Szigeteinél általában a kisebbik ág medre sekélyebb, így alacsonyabb vízállás mellett ezek vízi járművel nehézkesen vagy egyáltalán nem járhatók.
Medre kavicsos, partja vegyesen kavicsos és agyagos, a vízének hőmérséklete csak a legmelegebb nyári időszakokban emelkedik 21-22 °C fok fölé. Bár a fürdés csaknem az egész szakaszán tilos, de kisebb, megtűrt vadvízi fürdőhelyek több szakaszán előfordulnak. A folyóág egyetlen engedélyezett szabadstrandja Dunabogdánynál, a Gulyó-öböl nevű öblözet szomszédságában található.
A folyam vízhozamának nagyjából egyharmadát vezeti le. Folyási sebessége normál vízállás esetén 2–5 km/h között változik, magas vízállás esetén elérheti a 10 km/h-t is. Kevés olyan szakasza van, ahol a vize nem egyenletesen folyik, hanem örvényeket, limányos részeket képez, ezért a kevés tapasztalattal rendelkező vízisportolók számára is biztonságosnak nevezhető.
Veszélyes, limányos mederszakasz található Szentendrén, a Bükkös-patak torkolata környékén kialakított kőszórásnál, a pócsmegyeri rév közelében, valamint közvetlenül a dunabogdányi strand fölött, a Csádri-patak torkolatánál, ahol szintén egy kőszórás zavarja meg a normál vízfolyást. Nem veszélytelen az áthaladás a tahitótfalui Tildy híd térségében sem.

## Hajózás
A 32 kilométeres hosszúságú Duna-ág EGB III. kategóriájú nemzeti víziútnak minősül. A rendszeres személy- és teherforgalom a budapesti szakaszon mért 200 cm-es vízállásig engedélyezett korlátozás nélkül, ennél alacsonyabb vízállás esetén viszont már korlátozásra van szükség. Mivel a hajózóút merülési mélységének mesterséges szabályozása (a legalább 200-220 centiméteres hajóút-mélység kotrással történő biztosítása) a parti szűrésű vízműkutak és vízbázisok védelme érdekében csak a legszükségesebb helyeken és mértékben engedélyezett, ezért a távolsági, illetve nemzetközi személy- és teherhajózási forgalom a váci főágat használja. A nyári szezonban ugyanakkor sűrű a turisztikai jellegű személyhajó forgalom.  Többnyire a Dunakanyar térségébe tartó járatok haladnak ezen a tetszetős környezetben húzódó vízi úton.

## Vízjárása
A Duna-ág vízjárását az egész Duna-ágban a Budapesten mérhető vízálláshoz viszonyítják. A 400 centiméteres vízállás egyhuzamban akár 30 napon keresztül is előfordulhat – ilyen vízszintnél a folyóág lakatlan szigetei már nagyrészt víz alá kerülnek. A folyóág két lakott, illetve üdülőövezetként használt szigete (Pap-sziget és Lupa-sziget) nagyjából 600 centiméteres vízállásig védhető árvízvédelmi szempontból, efölött kerülnek elöntésre; ilyen magas vízállás évenként legfeljebb egy-két alkalommal fordulhat elő, néhány napos tartóssággal.

## Part menti települések
A Szentendrei-Duna Visegrádnál ágazik ki a Dunából jobb kéz felé, az első lakott terület a jobb parton a még Visegrádhoz tartozó Szentgyörgypuszta, majd Dunabogdány, Tahitótfalu, Leányfalu és a névadó Szentendre következik. Szentendrét elhagyva egy rövid szakasz Budakalász közigazgatási területéhez tartozik, végül a folyóág Budapest III. kerületében, Csillaghegy fölött torkollik vissza a főágba.
A Szentendrei-szigeten folyásirányból nézve Kisoroszi az első település, amit Tahitótfalu tótfalui településrésze és az ahhoz tartozó nagy kiterjedésű külterületek követnek. A következő település Pócsmegyer, az utolsó, több mint 12 kilométeres szakasz bal partja pedig végig Szigetmonostorhoz tartozik.

## Keresztezési lehetőségei

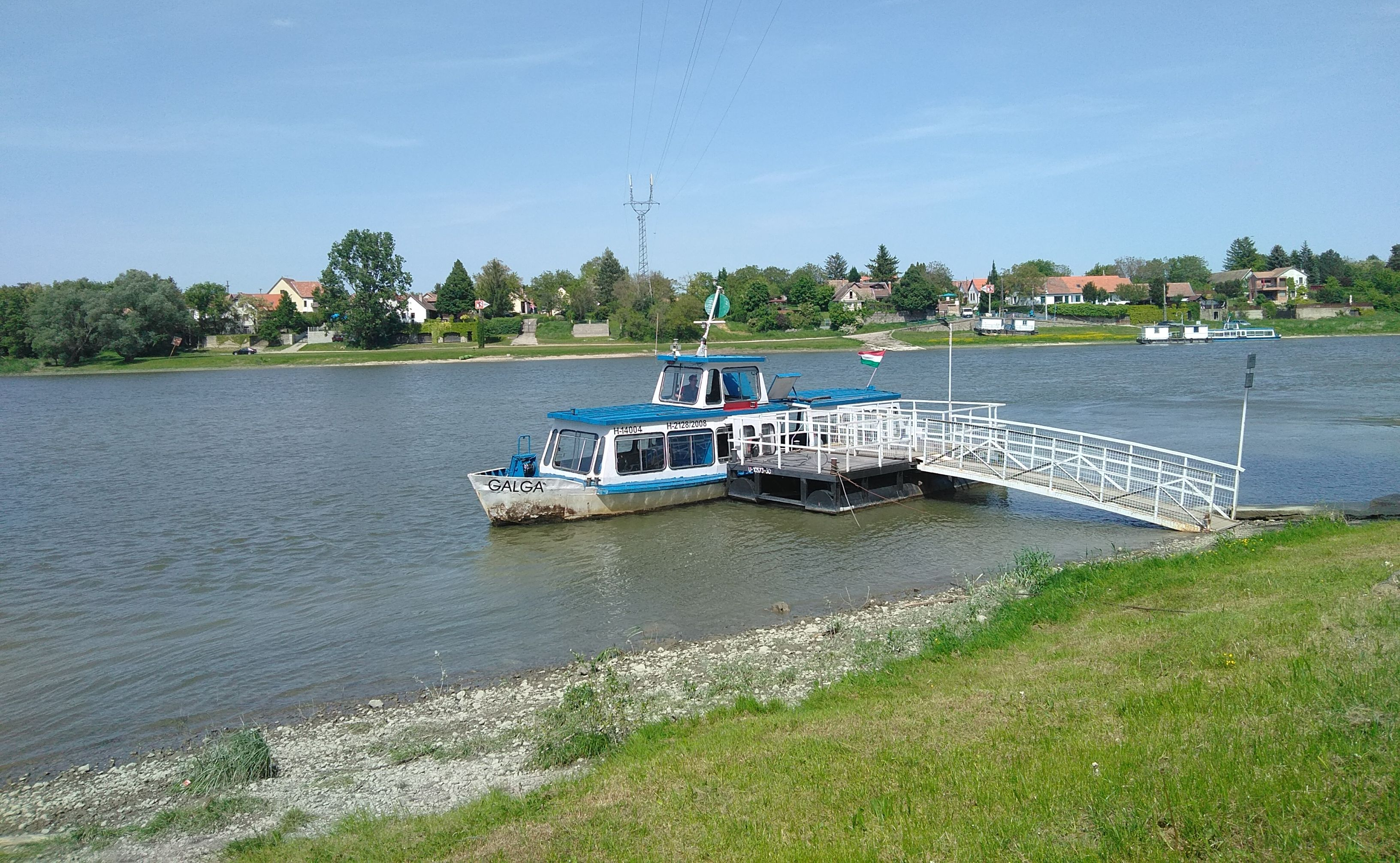
A Kisoroszi és Visegrád között ingázó komp vár indulásra a szentgyörgypusztai kikötőben

A Duna-ágat két híd és négy kompjárat, illetve átkelő hajójárat keresztezi: állandó közúti átkelő Budakalász és Újpest között a Megyeri híd és Tahitótfaluban a Tildy híd. Személyszállító komphajójárat Visegrád-Szentgyörgypuszta és Kisoroszi, Leányfalu központja és Pócsmegyer, illetve a szentendrei Dunakorzó és Szigetmonostor déli része között ingázik. A Szentendre és Leányfalu között álló Határcsárda és Szigetmonostor között között közúti átkelést is biztosító komp üzemel.

## Szigetei
A Duna-ágban lévő főbb szigetek és zátonyok az alábbiak:
- Lupa-sziget (3-4 fkm) – részben Budakalászhoz, részben Szigetmonostorhoz tartozó, népszerű üdülőterület. Körülbelül 600 centiméteres budapesti vízállásnál kerül víz alá.
- Egyfás-sziget – apró sziget a Lupa-sziget és a Szentendrei-sziget közötti mellékágban, a fővárosból induló vízitúrák kedvelt pihenőhelye.
- Tündér-sziget (4-4,5 fkm) – vízügyi kezelés alatt álló, beépítetlen, erdőművelési ágba tartozó sziget, közvetlenül a bal part mellett, körülbelül 400 centiméteres budapesti vízállás fölött kerül elöntésre.
- „Sárkány-sziget” (6,0 fkm) – vízügyi kezelés alatt álló, beépítetlen, részben beerdősült sziget, a jobb part mentén, körülbelül 400 centiméteres budapesti vízállásnál kerül víz alá.
- Pap-sziget (11-12 fkm) – Szentendre közigazgatási területén fekvő, népszerű üdülőterület, strand és kemping is található itt. A Lupa-szigethez hasonlóan kb. 600 centis budapesti vízállásnál kerül csak víz alá.
- „Zátony-sziget”, „Megyeri-zátony” (14-15 fkm) – Pócsmegyer lakott területétől kicsit délre fekvő, a bal parthoz közeli, erdőművelésű sziget, 400 cm-nél kerül víz alá.
- Kecske-zátony (21-22 fkm) – Nemzeti parki védelem alatt álló, a bal part közelében található zátonyrendszer a tahi hídtól kicsit északabbra, egyes részei már 300, magasabban fekvő területei 400 centiméteres vízállás fölött kerülnek víz alá.

## Patakjai
A Duna-ágba torkolló patakok délről észak felé az alábbiak:
- Barát-patak – Békásmegyer északi határában, a 2-es folyamkilométer közelében
- Dera-patak – a 7-es fkm-nél, Szentendre Pannóniatelep városrészétől délre
- Bükkös-patak – Szentendrén, a Dunakorzótól délre
- Sztaravoda-patak – Szentendre központjában, a Pap-sziget és a Dunakorzó között, kb. a 11-es fkm-nél
- Sztelin-patak – Szentendre északi részén, Derecske városrészben, a Pap-szigettől északra
- Sziklás-patak – Leányfalu déli végén
- Dóra-patak vagy Szénégető-patak – Leányfalu központjától délre
- Villám-patak – Tahiújtelepen, a 19-es fkm-nél
- Nyulasi-patak – Tahiújtelepen
- Ugrói-patak – Tahi hajóállomásnál, a 20-as fkm-nél
- Házas-patak – Tahiban, a hajóállomástól északra
- Szent János-patak vagy Ásvány-patak – Dunabogdány és Tahitótfalu határa közelében
- Kalicsa-patak – a Tahi Díszfaiskolánál, a 27-es fkm-rel szemben
- Csádri-patak, egyes forrásokban Csódi-patak – Dunabogdány belterületén, közvetlenül a strand fölött
- az Áprily-völgy névtelen patakja - Visegrád-Szentgyörgypuszta és Dunabogdány határán